# Rectoria de Sadernes
La Rectoria de Sadernes és un edifici del municipi de Sales de Llierca (Garrotxa) inclosa en l'Inventari del Patrimoni Arquitectònic de Catalunya.

## Descripció
La vella rectoria del poble de Sadernes està situada al costat del temple romànic de Santa Cecília. És de planta rectangular, amb un cos afegit pel costat est, i té la teulada a dues aigües, amb els vessants vers les façanes principals. Disposa d'uns baixos, que antigament tenien funció de quadres, i d'una planta-habitatge, amb accés directe des de l'exterior pel costat de ponent. La porta d'ingrés conserva la següent inscripció a la llinda: "1760 JO CABELL.Rr"
A l'interior s'organitza a partir d'una gran sala-menjador d'on parteixen les sis portes que menen a les cambres i a la cuina. Gràcies a una escala interior que parteix d'aquesta darrera estança s'accedeix a les golfes que foren utilitzades com a graners. Pels costats de migdia i llevant foren bastides dues eixides descobertes, sostingudes per quatre grans arcades de mig punt. Actualment està en procés d'arranjament i s'utilitza com a casa de colònies.